# Astragalus peltatus
Astragalus peltatus är en ärtväxtart som beskrevs av Dieter Podlech och I.Deml. Astragalus peltatus ingår i släktet vedlar, och familjen ärtväxter. Inga underarter finns listade i Catalogue of Life.